# Joiselle
Joiselle ist eine französische Gemeinde mit 107 Einwohnern (Stand: 1. Januar 2022) im Département Marne in der Region Grand Est (bis 2015 Champagne-Ardenne). Sie gehört zum Arrondissement Épernay und zum Gemeindeverband Sézanne-Sud Ouest Marnais.

## Geografie

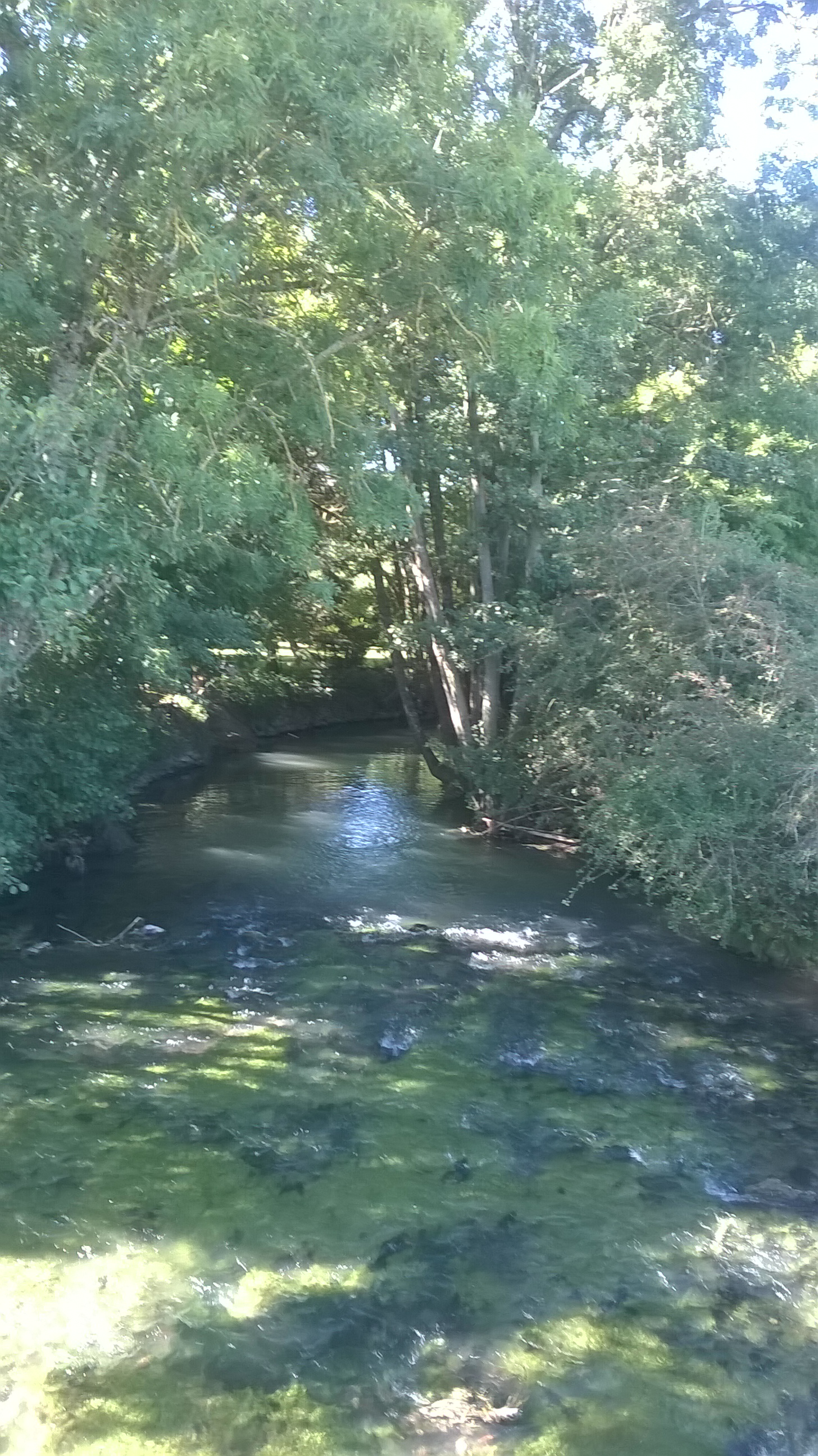
Der Grand Morin bei Joiselle

Die Gemeinde Joiselle liegt im Osten der Landschaft Brie am Übergang zum westlichen Teil der Champagne sèche, der „trockenen Champagne“. Das 9,7 km² umfassende Gemeindegebiet zeichnet sich durch großflächige Äcker auf überwiegend flachem Bodenrelief aus; bis auf den Bois de Meaux im Südwesten finden sich nur kleine Waldreste. Durch das Gemeindegebiet von Joiselle fließt der windungsreiche Grand Morin. Die Gemeinde ist eine Ansammlung mehrerer kleiner Weiler und Bauernhöfe, der relativ zentral gelegene Weiler Joiselle umfasst neben Rathaus, Kirche und Friedhof nur etwa ein Dutzend Häuser. Weitere Weiler heißen Le Pavillon, Lignière, La Queue, La Fosse, Ls Hublets, Bécheret, Champagnemay, Maison Rouge und Beauregard (teilweise). Umgeben wird Joiselle von den Nachbargemeinden Tréfols im Norden, Champguyon im Osten, Neuvy im Süden, Réveillon im Westen sowie Villeneuve-la-Lionne im Nordwesten.

## Ortsname
Der Ursprung des Namens Joiselle stammt vom lateinischen Jovi cella, einem lateinischen Tempel des Jupiter. 1222 tauchte der der Name erstmals schriftlich als Joirel auf. Über Joerellum (1270), Jorellum (1407), Joisellum (1443), Joissellum (1457), Joysel (1493), Joisel (1603), Joizel (1652) und erstmals Joiselle (1758) entwickelte sich der Ortsname 1784 zu Josellum und schließlich ab 1801 zum bis heute gebräuchlichen Joiselle.

## Geschichte
Während der Ersten Marneschlacht bezog General Charles Mangin am 7. September 1914 in Joisele sein Hauptquartier.

## Bevölkerungsentwicklung
| Jahr      | 1962 | 1968 | 1975 | 1982 | 1990 | 1999 | 2008 | 2013 | 2021 |
| Einwohner | 145  | 126  | 71   | 69   | 80   | 88   | 86   | 95   | 104  |

Im Jahr 1846 wurde mit 254 Bewohnern die bisher höchste Einwohnerzahl ermittelt. Die Zahlen basieren auf den Daten von cassini.ehess und INSEE.

## Sehenswürdigkeiten
- Kirche der Unschuldigen Kinder (Église des Saints-Innocents)
- Vélo-rail an einem stillgelegten Teilstück der Bahnstrecke Gretz-Armainvilliers–Sézanne

## Wirtschaft und Infrastruktur
In Joiselle sind sieben Landwirtschaftsbetriebe ansässig, davon fünf Ackerbaubetriebe (Anbau von Getreide und Hülsenfrüchten) und zwei kleine Weinproduzenten in den Ortsteilen La Fosse und La Queue, die aber außerhalb der im Weinbaugebiet Champagne definierten Lagen keine Trauben zur Herstellung von Champagner verwenden dürfen.
Durch Joiselle führt die Fernstraße D 575 von Montmirail nach Courgivaux. Im acht Kilometer südlich gelegenen Esternay besteht Anschluss an die teilweise autobahnartig ausgebaute Route nationale 4 von Paris nach Nancy.

## Belege
1. ↑  Dictionaire topografique de la France S. 137 (Memento des Originals vom 25. August 2016 im Internet Archive)  Info: Der Archivlink wurde automatisch eingesetzt und noch nicht geprüft. Bitte prüfe Original- und Archivlink gemäß Anleitung und entferne dann diesen Hinweis. (französisch)
2. ↑  Joiselle auf cassini.ehess
3. ↑  Joiselle auf INSEE
4. ↑  Landwirtschaftsbetriebe auf annuaire-mairie.fr (französisch)